# IC 1667
IC 1667 ist eine Galaxie vom Hubble-Typ S? im Sternbild Walfisch südlich der Ekliptik. Sie ist schätzungsweise 415 Millionen Lichtjahre von der Milchstraße entfernt und hat einen Durchmesser von etwa 125.000 Lichtjahren. 

Im selben Himmelsareal befinden sich u. a. die Galaxien IC 93 und IC 1670.
Das Objekt wurde am 6. Oktober 1896 vom US-amerikanischen Astronomen Lewis Swift entdeckt.